# Slovinzen

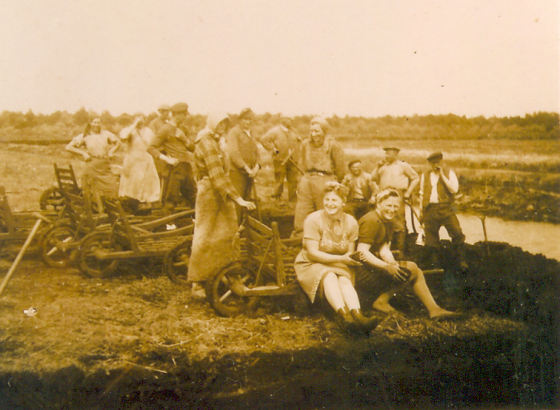
Een groep Slovinzen

De Slovinzen zijn een bijna uitgestorven etnische subgroep van de Kasjoeben, afkomstig uit het noordwesten van Kasjoebië, gelegen in het woiwodschap Pommeren, Polen, rond het gebied van de meren van Łebsko en Gardno. In de nasleep van de Tweede Wereldoorlog begonnen Slovinzen massaal naar Duitsland te emigreren, waarbij de laatste families daar in de jaren tachtig naar toe trokken. Ze spraken oorspronkelijk het Slovinzisch, dat in het begin van de 20e eeuw uitstierf, evenals Kasjoebisch, Pools en Duits.

## Geschiedenis
De voorouders van de Slovinzen, de West-Slavische Pomoranen, trokken na de Grote Volksverhuizing het gebied van Pommeren in. Na de Duitse Oostkolonisatie werden de Slovinzen, net als de meeste andere Wenden, geleidelijk gegermaniseerd. De adoptie van het lutheranisme in het hertogdom Pommeren in 1534 onderscheidde de Slovinzen van de Kasjoeben in Pommerellen, die rooms-katholiek bleven. In de 16e eeuw werd "Slovinzisch" ook toegepast op de Slavische sprekers in de regio Bytów (Bütow) verder naar het zuiden.
In de 16e en 17e eeuw introduceerden Michael Brüggemann (ook bekend als Pontanus of Michał Mostnik), Simon Krofey (Szimon Krofej) en J.M. Sporgius het Kasjoebisch in de Lutherse Kerk. Krofey, predikant in Bytów (Bütow), publiceerde in 1586 een religieus liedboek, geschreven in het Pools maar ook met enkele Kasjoebische woorden. Brüggemann, predikant in Schmolsin, publiceerde een Poolse vertaling van enkele werken van Maarten Luther en bijbelteksten, die ook Kasjoebische elementen bevatten. Andere bijbelteksten werden in 1700 gepubliceerd door Sporgius, predikant in Schmolsin. Zijn Schmolsiner Perikopen, waarvan het grootste deel is geschreven in dezelfde Pools-Kasjoebische stijl als de boeken van Krofey en Brüggemann, bevat ook kleine passages ("6e zondag na Epiphanias") geschreven in puur Kasjoebisch.
Hilferding (1862) en Parczewski (1896) bevestigden een geleidelijke taalverschuiving in de Kasjoebische bevolking van hun Slavische volkstaal naar het lokale Duitse dialect (Nederduits Oost-Pommers of Hoogduits, in oostelijke Kasjoebische gebieden ook Nederduits Nederpruisisch ).
Tegen de jaren 1920 waren de Slovinzische dorpen taalkundig Duits geworden, hoewel er een Slovinzisch bewustzijn bleef bestaan. Het gebied bleef binnen de grenzen van Duitsland totdat het een deel van Polen werd nadat de Tweede Wereldoorlog eindigde in 1945 en het gebied Pools werd. Sommige Slovinzen werden samen met de Duitse bevolking verdreven terwijl sommigen mochten blijven. Vooral in het dorp Kluki (voorheen Klucken) herinnerden enkele ouderen zich in de jaren vijftig nog fragmenten van het Slovinzisch.
Slovinzen begonnen te vragen voor het recht om naar West-Duitsland te emigreren, en tegen de jaren tachtig waren vrijwel alle overgebleven Slovinzische families daarheen geëmigreerd.